# Gengesfeld
Gengesfeld ist ein Wohnplatz in der Stadt Wipperfürth im Oberbergischen Kreis. Er bildet mit Wipperfeld einen geschlossenen Siedlungsraum und ist so nicht mehr als eigenständiger Ortsteil wahrnehmbar. Heute ist dort das Siedlungsgebiet zwischen Ulrichstraße und Felderweg.

## Geschichte
Carl Friedrich von Wiebeking benennt die Hofschaft auf seiner Charte des Herzogthums Berg 1789 als Gengesfeld. Aus ihr geht hervor, das Gengesfeld zu dieser Zeit Teil der Honschaft Schwarzen im Kirchspiel Wipperfeld war.
Unter der französischen Verwaltung zwischen 1806 und 1813 wurde das Amt Steinbach aufgelöst und Gengesfeld wurde politisch der Mairie Olpe im Kanton Wipperfürth zugeordnet. 1816 wandelten die Preußen die Mairie zur Bürgermeisterei Olpe im Kreis Wipperfürth. Gengesfeld ist zu der Zeit Teil der Gemeinde Olpe und dem Kirchspiel Wipperfeld.
Der Ort ist auf der Topographischen Aufnahme der Rheinlande von 1824 als Jenthesfeld und auf der Preußischen Uraufnahme von 1840 als Genchesfeld verzeichnet. Ab der Preußischen Neuaufnahme von 1892 ist er auf Messtischblättern regelmäßig als Gengesfeld verzeichnet.
1822 lebten 14 Menschen im als Hof kategorisierten und Gängesfeld bezeichneten Ort. 1830 hatte der Gängesfeld genannte Ort 27 Einwohner. Der 1845 laut der Uebersicht des Regierungs-Bezirks Cöln als Hof kategorisierte Ort besaß zu dieser Zeit drei Wohnhäuser. Zu dieser Zeit lebten 8 Einwohner im Ort, alle katholischen Bekenntnisses. Die Gemeinde- und Gutbezirksstatistik der Rheinprovinz führt Gengesfeld 1871 mit vier Wohnhäusern und 22 Einwohnern auf. 1895 werden drei Wohnhäuser mit 22 Einwohnern  angegeben, Gengesfeld gehörte zu dieser Zeit zur Gemeinde Wipperfeld im Kreis Wipperfürth. 1905 besitzt der Ort drei Wohnhäuser und 20 Einwohner.
Aufgrund des Köln-Gesetze wurden mit Wirkung zum 1. Januar 1975 große Teile der bis dahin selbstständigen Gemeinde Wipperfeld und damit Gengesfeld der Stadt Wipperfürth angeschlossen.